# 萨德尔运动
萨德尔运动（阿拉伯语：‎）是由穆克塔达·萨德尔领导的一個伊拉克什葉派政治團體。萨德尔运动得到伊拉克什叶派普通民眾的支持。該政治團體的政治理念受到穆罕默德·穆罕默德·萨迪克·萨德尔的影響。萨德尔运动的目标是建立一個由伊斯蘭教法和伊拉克部落习俗相结合的社会。萨德尔运动的領導人穆克塔达·萨德尔支持美军以及其他外國軍隊撤出伊拉克，並且反對美國干涉伊拉克內政。
萨德尔运动中的许多派系在各种问题上与穆克塔达·萨德尔理念不合，最終有些派系從薩德爾運動中分裂出去並且組建独立的民兵和政党。

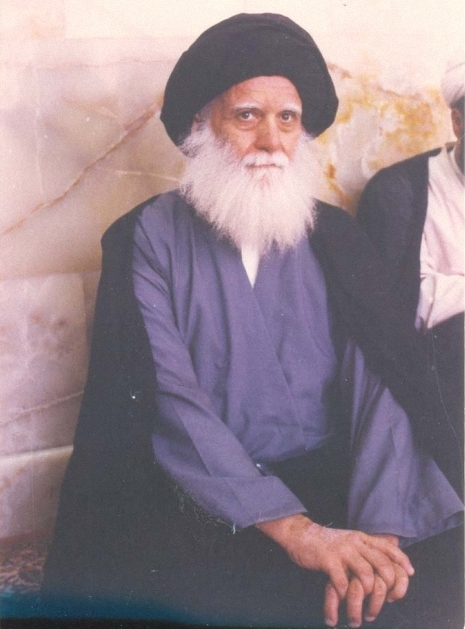
穆罕默德·穆罕默德·萨迪克·萨德尔，萨德尔运动领导人穆克塔达·萨德尔的父亲